# Complexo mineiro de Cassinga
O Complexo mineiro de Cassinga é um conjunto de minas de ferro e ouro em operação desde 1967. Está localizada na província de Huíla em Angola. Suas minas são exploradas pela empresa turca Tosyali; até 2020, estava sendo operada pela extinta estatal angolana Ferrangol.
As principais jazidas formadoras estão em Jamba, em Cassinga Norte, e Chamutete, em Cassinga Sul, havendo ainda as minas de Cateruca.
Seus acessos se dão pela EN-120 (Rodovia Transafricana 3) e pelo Caminho de Ferro de Moçâmedes (CFM), com o Ramal de Jamba-Chamutete.
Foi nestas minas que ocorreu a batalha de Cassinga, um dos maiores episódios da guerra sul-africana na fronteira.